# 팀 그리핀
팀 그리핀(Tim Griffin, 1969년 ~ )은 미국의 배우이다.

## 출연 작품

### 영화
- 죽음의 컴퓨터 (1995)
- 더 기프트 (2015) - 케빈 역
- 센트럴 인텔리전스 (2016) - 미첼 역
- 익스토션 (2017) - 스위니 공관장 역

### 텔레비전
- 더 레지던트 (2021)